# Knoblauchsland

Mapa

Knoblauchsland je region v Bavorsku mezi městy Norimberk, Fürth a Erlangen, protéká jím řeka Regnitz. Je známý produkcí zeleniny, především česneku kuchyňského, který mu dal název, písmeně doložený už v roce 1600 (Knoblauchsland = „česneková země“), dále se zde pěstuje cibule kuchyňská, lilek brambor, hlávkové zelí, chřest lékařský, tykev obecná, ředkev setá, tabák virginský a různé okrasné rostliny. Západním okrajem Knoblauchslandu prochází dálnice Bundesautobahn 73, na jeho území leží také Norimberské letiště. Turistickými atrakcemi jsou zámek Neunhof a krajinný park Irrhein. Venkovskou krajinu obývá mnoho druhů ptáků, např. čejka chocholatá, koroptev polní, konipas luční, skřivan polní nebo bramborníček hnědý.